# Settle Down (The 1975)
Settle Down è un singolo discografico del gruppo musicale inglese The 1975, pubblicato nel 2014 ed estratto dall'album The 1975.

## Tracce
Testi e musiche di George Daniel, Matthew Healy, Adam Hann, Ross MacDonald.
1. Settle Down – 3:59
2. Settle Down (Instrumental) – 3:59

## Formazione
- Matthew Healy – voce, chitarra
- Adam Hann – chitarra
- George Daniel – batteria
- Ross MacDonald – basso